# 联邦空中警察署
聯邦空中警察署（英語：Federal Air Marshal Service，缩写：FAMS）是美國聯邦執法機構之一，隶属于美國國土安全部下的運輸安全管理局。该机构的执法人员属于空中警察（英語：Air Marshal），其主要职责是伪装成普通乘客搭乘航班，并在飞行过程中及时应对如劫機等突发状况。由于职业性质，联邦空警需要具备极高水平的射击技术，并且能够承受长时间的飞行。运输安全管理局的统计报告显示，普通联邦空警每年执勤约181天，飞行时间累计达900小时。

## 歷史
1961年，約翰·甘迺迪總統下令派出聯邦執法人員擔任某些高風險航班的安全人員，聯邦航空總署在1962年3月2日建立了和平官员計畫（Peace Officers Program），由美國邊境巡邏隊和聯邦調查局學院訓練聯邦航空總署的18位志願者射擊和近距離戰鬥，這些執法人員被稱作空中法警（Sky Marshal）。
1960年代後期，西亞地區的暴力劫機事件日益增多，美國法警局開始試圖打擊劫機犯罪，因為他們擁有全國廣泛的司法管轄權，美國法警局於1969年10月在邁阿密外勤辦公室成立了空中警察部門。
1970年代的空中警察計畫由美國空軍退役將領小班傑明·戴維斯領導，當時古巴人和伊斯蘭激進分子發動的劫機事件時常發生，因此理查·尼克森總統於1970年9月11日下令在美國商用飛機上部署武裝聯邦探員。這些武裝探員最初來自美國財政部，後來美國海關總署成立航空安全部門，設置海關安全官員（Customs Security Officer），約1700人，這些海關安全官以兩至三人為小組，秘密潛伏在美國籍的商用飛機，海關安全官也負責在國內機場對航班進行地面安全檢查。美國聯邦航空總署於1973年開始在美國機場實施強制性的X光檢查後，海關安全官解散，到1974年，聯邦空警已經非常少見。
1985年，隆納·雷根總統決定擴大空警計劃，美國國會頒布了《國際安全與發展合作法》以加強法律法规對联邦空中警察署的支援，包含增加联邦空警的人數，並和其他國家進行雙邊談判和條約協議，以入境時交出武器為條件讓联邦空警可以在國際航班值勤。每位联邦空警皆須通過世界上最嚴格的槍支射擊標準，當時美國聯合特種作戰司令部的一項機密研究將聯邦空警列為世界上前1%的戰鬥射手，但現今因招募和培訓的變化，空警已經沒有當年如此精銳的射擊能力。
2001年九一一事件發生時，只有33位联邦空警在职，而且幾乎都負責國際航班，因此喬治·布希總統下令迅速擴大联邦空中警察署的規模，新人力來自美國邊境巡邏隊、美國聯邦監獄局、美國緝毒署等各種聯邦執法機構，一個月內招聘和培訓了600位空中警察。聯邦空警目前人數是機密，外界估計約3,000人至約4,000人。
2004年7月，美国运输安全管理局开始提供包括联邦空警在内的额外人力资源，以协助公共交通系统在重大活动、假期和周年纪念日的安保工作，作为可见跨模式预防与响应小组展开行动，旨在通过难以预测的高可见度来提升公共交通或客运铁路环境的安全性。对各交通系统的援助级别取决于当地的政治和安全形势。但最初的演练使联邦空警的安全受到威胁，因為运输安全管理局要求联邦空警穿着标明身份的衣服，還安排优先登机、专用酒店等，这破坏了执勤的隐蔽性。为解决这一问题，运输安全管理局在2006年修改了政策，允许空警穿着任意便装、自选住宿等。
2005年10月16日，國土安全部將联邦空中警察署從美國移民和海關執法局移交給運輸安全管理局，署長兼任運輸安全管理局執法辦公室的助理主管。

## 組織
- 执法行政助理主管（联邦空中警察署署长）
  - 执法行政副助理主管（联邦空中警察署副署长）
    - 外勤业务助理專員
    - 飞行业务助理專員
    - 业务管理助理專員

聯邦空中警察署在美國本土20個城市設有办事处。

### 階級
- 署长
- 副署长
- 助理署长
- 副助理署长
- 督导空警主管（SAC）
- 副督导空警主管（DSAC）
- 助理督导空警主管（ASAC）
- 督導聯邦空警（SFAM）
- 高级联邦空警
- 联邦空警

## 训练與行動
联邦空警的培训计划有两个阶段。第一阶段是为期十二周的基础执法课程，此培训会在联邦执法训练中心完成。空警候选人还会在新泽西州威廉·J·休斯技术中心的联邦空中警察署训练中心接受后续培训。培训是为空警的职责量身定制的，涵盖了宪法、射击技巧、体能、行为观察、防御战术、紧急医疗援助等领域。2023年4月7日，由CRC出版社和劳特里奇出版的第一本关于联邦空警航空专用战术的教科书正式发布。
第二阶段，候选人将培养外勤任务所需的技能。这一阶段着重于完善射击技能，包括近身距离作战和活跃射手（active shooter）情境下的战术，以及近身防御技能。这都是工作必需，因为飞机内部空间有限且乘客众多。成功完成此培训的候选人将被分配到20个办事处之一，开始他们的任务。
联邦空警可以在接到通知后一小时内，在高风险地区立即部署。便衣空警经常出动，比如2002年第三十六届超级碗期间往返新奥尔良的航班、2002年冬季奥运会期间来往盐湖城的航班、总统访问的城市等。

## 装备
联邦空警使用的武器包括格洛克19、格洛克26、SIG P229和SIG P239，配备了9×19毫米帕拉贝鲁姆弹药和.357 SIG弹药。此外，他们还携带警棍、手铐等辅助装备。
联邦空警會接受“制止射击”的训练，通常瞄准胸部进行射击，然后射击头部以“使神经系统瘫痪”。
在1970年代早期，空警会携带装填葛雷瑟安全弹（一种易碎弹药）的.44口径斗牛犬左轮手枪，以减少射击时穿透嫌犯或飞机的概率。